# Volksanwaltschaft

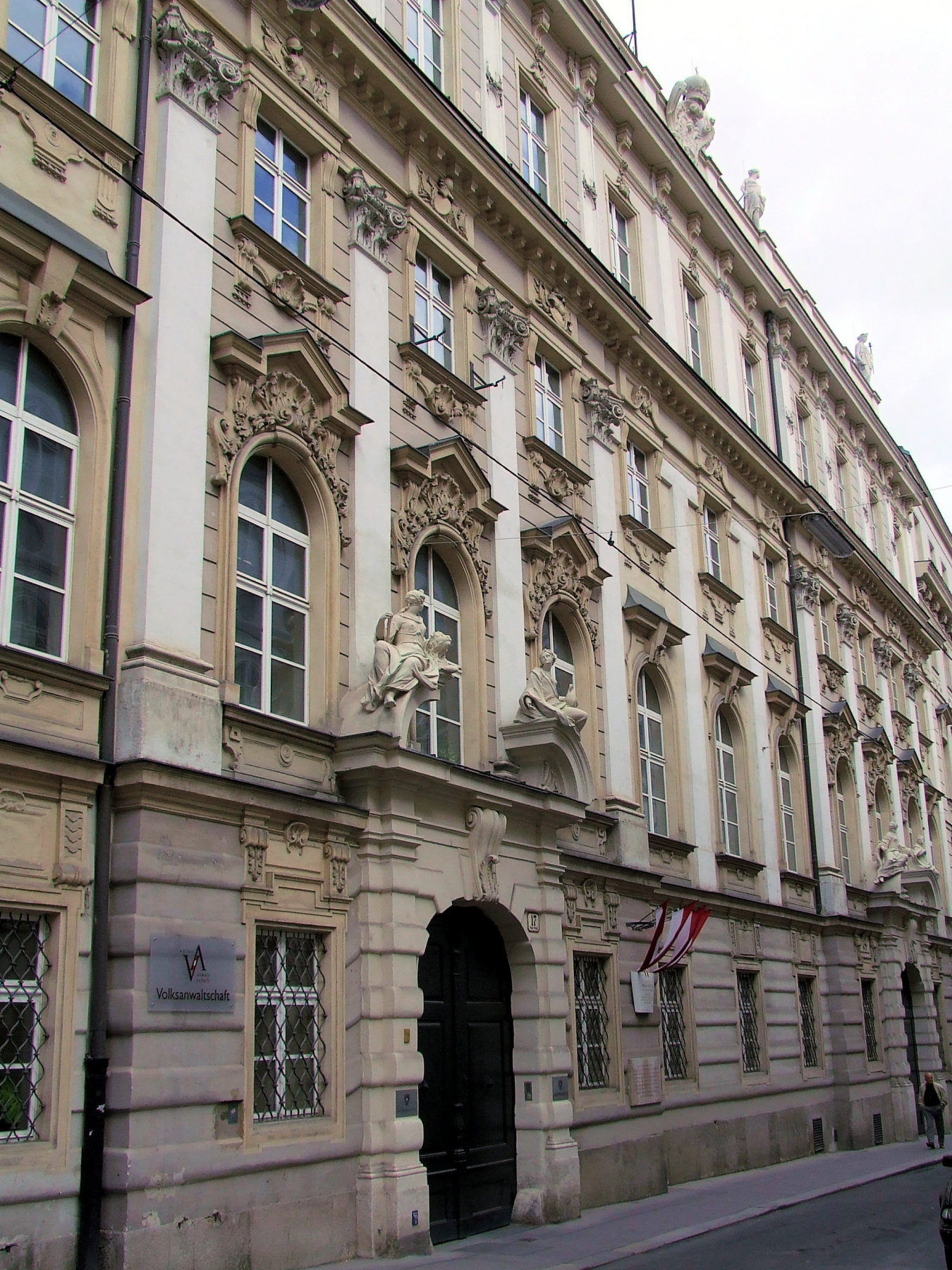
Sitz der Volksanwaltschaft im Palais Rottal

Die aus drei Mitgliedern bestehende Volksanwaltschaft in Österreich ist als parlamentarischer Ombudsrat zur Kontrolle der öffentlichen Verwaltung eingerichtet. Dabei handelt es sich um ein Hilfsorgan des Nationalrats und Bundesrats. Sie steht allen Menschen bei Problemen mit Behörden kostenlos zur Verfügung, die sich durch Organe der Verwaltung ungerecht behandelt fühlen und bereits alle Rechtsmittel ausgeschöpft haben. Darüber hinaus ist die Volksanwaltschaft seit 2012 als Nationaler Präventionsmechanismus auch für den Schutz und die Förderung der Menschenrechte in Österreich zuständig. Die Volksanwaltschaft ist zugleich Generalsekretariat des International Ombudsman Institute (I.O.I.), dem weltweit zahlreiche mit der Volksanwaltschaft vergleichbare Einrichtungen angehören.
Die Volksanwaltschaft auf Bundesebene wurde im Jahr 1977 probeweise eingeführt und im Jahr 1981 in der Bundesverfassung verankert.
Rund 10 Jahre bemühte sich die Volksanwaltschaft bei den Vereinten Nationen um einen A-Status. Da allerdings das dafür notwendige transparente und partizipatorische Auswahlverfahren gemäß den Pariser Prinzipien fehlt, blieb ihr dieser Status bis 2025 verwehrt.

## Aufgaben und Befugnisse
Die Aufgabe der Mitglieder der Volksanwaltschaft ist es, Missstände in der Verwaltung zu überprüfen und aufzeigen. Von der Volksanwaltschaft können alle Behörden und Organe der Bundesverwaltung sowie die Behörden und Organe der Landes- und Gemeindeverwaltung in allen Bundesländern mit Ausnahme von Tirol und Vorarlberg geprüft werden. In Tirol und Vorarlberg bestehen eigene Landesvolksanwälte mit ähnlichen Befugnissen. Auch Selbstverwaltungskörper, wie die Sozialversicherungsträger, fallen in den Zuständigkeitsbereich der Volksanwaltschaft. Neben der Hoheitsverwaltung können auch die Akte der Privatwirtschaftsverwaltung, wie zum Beispiel die Vergabe von Gemeindewohnungen, Bundesforste, Friedhofsverwaltung etc. geprüft werden. Die Volksanwaltschaft kann jedoch – anders als der Rechnungshof – keine Unternehmen im Staatsbesitz, wie die Bundesbahnen, prüfen. Diesbezüglich kommt auch von der Volksanwaltschaft selbst Kritik, dass durch Ausgliederungen von Einrichtungen der öffentlichen Verwaltung, die früher von der Volksanwaltschaft kontrolliert werden konnten, nun keiner Kontrolle der Volksanwaltschaft unterliegen.
Die Rechtsprechung der Gerichte sowie Verwaltungsgerichte fällt nicht in den Zuständigkeitsbereich der Volksanwaltschaft. Hier gibt es jedoch eine Ausnahme: die Volksanwaltschaft ist gemäß Art. 148a Abs. 4 B-VG zuständig, sich mit Fällen der Säumnis oder Verfahrensverzögerung durch die Gerichte zu befassen.
Die Kontrolle der Verwaltung durch die Volksanwaltschaft wird aufgrund von Beschwerden oder aus eigenem Ermessen eingeleitet (amtswegiges Prüfverfahren). Beschwerden können von allen Menschen unabhängig von Alter, Nationalität oder Wohnsitz nach Art. 148a Abs. 1 B-VG wegen behaupteter Missstände in der österreichischen Verwaltung eingebracht werden, wenn kein Rechtsmittel oder Rechtsbehelf mehr zur Verfügung steht, also wenn das Verfahren abgeschlossen ist. Auch das Verhalten der Organe der Verwaltung kann daher von der Volksanwaltschaft geprüft werden (Untätigkeit, Unhöflichkeit).
Die Behörden sind der Volksanwaltschaft gegenüber bei ihren Ermittlungen zur Amtshilfe verpflichtet. Die Volksanwältinnen und Volksanwälte können, wenn sie Missstände festgestellt haben, nach Abschluss des Prüfungsverfahrens den Behörden keine verbindlichen Weisungen erteilen, sondern nur Empfehlungen aussprechen. Allerdings sind die Behörden bei Nichtbeachtung dieser Empfehlungen verpflichtet, dies schriftlich zu begründen.

### Menschenrechte
Mit 1. Juli 2012 erhielt die Volksanwaltschaft neue Rechtsgrundlagen und damit neue Aufgaben: Sie ist nun auch für die präventive Kontrolle der Menschenrechte in staatlichen und privaten Einrichtungen zuständig, in denen es zu Freiheitsbeschränkungen kommt oder kommen könnte. Weiters überprüft sie Einrichtungen und Programme zum verbesserten Gewaltschutz für Menschen mit Behinderungen. Um die Aufgaben als Menschenrechtshaus der Republik umsetzen zu können, hat die Volksanwaltschaft sechs regionale Kommissionen eingerichtet. Die Expertinnen- und Expertenkommissionen haben uneingeschränkten Zutritt zu allen Einrichtungen und erhalten alle für die Ausübung ihres Mandats erforderlichen Informationen und Unterlagen.
Rund 4000 öffentliche und private Einrichtungen werden von der Volksanwaltschaft kontrolliert. Dazu zählen u. a. Justizanstalten, Kasernen, psychiatrische Einrichtungen, Alten- und Pflegeheime, Wohngemeinschaften für Jugendliche sowie Einrichtungen für Menschen mit Behinderung. Die Volksanwaltschaft und ihre Kommissionen beobachten und überprüfen ebenfalls die Ausübung unmittelbarer Befehls- und Zwangsgewalt durch die Exekutive. Dazu gehören auch Abschiebungen. Damit werden das Fakultativprotokoll zum Übereinkommen der Vereinten Nationen gegen Folter und andere grausame, unmenschliche oder erniedrigende Behandlung oder Strafe (OPCAT) sowie Regelungen der UN-Behindertenrechtskonvention umgesetzt. Die Volksanwaltschaft übernimmt die Aufgaben des Nationalen Präventionsmechanismus (NPM) und kontrolliert den Schutz und die Förderung der Menschenrechte in Österreich.

### Sendungen im ORF
Über Fälle, die von besonderem Interesse für die Öffentlichkeit sind, berichtete der ORF in verschiedenen Sendungen, bei denen im Laufe der Zeit sowohl der Titel als auch die Moderatoren verändert wurden.
Bis 1991 wurde die Sendung Ein Fall für den Volksanwalt ausgestrahlt.
Danach wurden nur mehr vereinzelt Fälle der Volksanwaltschaft in der von Walter Schiejok moderierten Sendung Konflikte behandelt.
Im Jahre 2001 wurde mit der Sendung Volksanwalt – gleiches Recht für alle die Zusammenarbeit mit dem ORF unter Peter Resetarits als Moderator und Redakteur wieder intensiviert. Seit 2007 behandelt der ORF in der Sendung Bürgeranwalt jeden Samstagnachmittag ausgewählte Fälle der Volksanwaltschaft.

## Zusammensetzung der Volksanwaltschaft
Der Volksanwaltschaft gehören drei Mitglieder an, die jeweils auf sechs Jahre bestellt werden und in dieser Zeit auch nicht abgesetzt werden können. Derzeit sind Bernhard Achitz, Gaby Schwarz und Elisabeth Schwetz die Mitglieder der Volksanwaltschaft. Sie wurden vom Nationalrat für die Amtsperiode vom 1. Juli 2019 bis 30. Juni 2025 gewählt, Elisabeth Schwetz folgte am 21. November 2024 Walter Rosenkranz nach, der in den Nationalrat wechselte. Volksanwälte können jeweils nur einmal wiedergewählt werden. Sie werden vom Nationalrat nach Art. 148g B-VG gewählt, der Vorsitz in der Volksanwaltschaft wechselt jährlich zwischen den Mitgliedern. Die Mitglieder der Volksanwaltschaft arbeiten kollegial zusammen und sind bei Ausübung ihrer Tätigkeit unabhängig. Die Kandidaten für die Volksanwaltschaft werden von den drei mandatsstärksten Parteien im Nationalrat nominiert, anschließend vom Hauptausschuss vorgeschlagen und schließlich vom Plenum gewählt. Bei Mandatsgleichstand gibt die Stimmenzahl bei der letzten Nationalratswahl den Ausschlag. Der Zusatz, wonach die Stimmenzahl den Ausschlag gibt, wurde im Jahr 2012 eingefügt, da anlässlich der Wahl im Jahr 2007 der Fall eines Mandatsgleichstands eintrat.
Da Volksanwälte von den Parteien vorgeschlagen werden, werden in der Regel Personen gewählt, die selbst zuvor in der Bundespolitik tätig waren. Kritiker sehen daher im Amt der Volksanwälte Versorgungsposten. Befürworter betrachten die politische Erfahrung als Vorteil. Nichtregierungsorganisationen (NGOs) treten für ein transparenteres Bestellungsverfahren mittels öffentlicher Ausschreibung ein.

### Mitglieder der Volksanwaltschaft
Am 6. Juni 2019 wurden die Volksanwälte für die am 1. Juli 2019 beginnende und bis 30. Juni 2025 dauernde Funktionsperiode vom Hauptausschuss des Nationalrates vorgeschlagen, am 13. Juni 2019 wurden diese vom Nationalrat gewählt und am 1. Juli 2019 von Bundespräsident Alexander Van der Bellen angelobt.
- Bernhard Achitz (SPÖ)
- Werner Amon (bis Juli 2022), Gaby Schwarz (ab Juli 2022)[16][17] (ÖVP)
- Walter Rosenkranz (bis 23. Oktober 2024)[18], Elisabeth Schwetz (ab November 2024) (FPÖ)

Vom FPÖ-Parlamentsklub wurde Elisabeth Schwetz, Bezirkshauptfrau von Wels-Land, im November 2024 als Nachfolgerin von Walter Rosenkranz nominiert. Am 20. November 2024 wurde sie vom Nationalrat auf Basis eines Vorschlags des Hauptausschusses zur Volksanwältin gewählt und am 27. November vom Bundespräsidenten angelobt. Für die Mitte 2025 beginnende Funktionsperiode wurde der niederösterreichische FPÖ-Landesrat Christoph Luisser als Nachfolger von Elisabeth Schwetz nominiert und vom Nationalrat gewählt.
Die aktuellen und alle ehemaligen Mitglieder sind aus der folgenden Tabelle ersichtlich.
| Funktionsperiode | Mitglieder                     | Mitglieder                                                  | Mitglieder                                                                            |
| ---------------- | ------------------------------ | ----------------------------------------------------------- | ------------------------------------------------------------------------------------- |
| 1977–1983        | Robert Weisz (SPÖ)             | Franz Bauer (ÖVP), bis 1988                                 | Gustav Zeillinger (FPÖ)                                                               |
| 1983–1989        | Franziska Fast (SPÖ)           | Franz Bauer (ÖVP), bis 1988                                 | Helmuth Josseck (FPÖ)                                                                 |
| 1983–1989        | Franziska Fast (SPÖ)           | Herbert Kohlmaier (ÖVP), ab 1988                            | Helmuth Josseck (FPÖ)                                                                 |
| 1989–1995        | Evelyn Messner (SPÖ), bis 1998 | Horst Schender (FPÖ)                                        |                                                                                       |
| 1995–2001        | Evelyn Messner (SPÖ), bis 1998 | Horst Schender (FPÖ)                                        | Ingrid Korosec (ÖVP)                                                                  |
| 1995–2001        | Christa Krammer (SPÖ), ab 1999 | Horst Schender (FPÖ)                                        | Ingrid Korosec (ÖVP)                                                                  |
| 2001–2007        | Peter Kostelka (SPÖ)           | Rosemarie Bauer (ÖVP)                                       | Ewald Stadler (FPÖ), bis 2006                                                         |
| 2001–2007        | Peter Kostelka (SPÖ)           | Rosemarie Bauer (ÖVP)                                       | Hilmar Kabas (FPÖ), ab 2006                                                           |
| 2007–2013        | Peter Kostelka (SPÖ)           | Maria Fekter (ÖVP), bis 2008                                | Terezija Stoisits (Die Grünen)                                                        |
| 2007–2013        | Peter Kostelka (SPÖ)           | Gertrude Brinek (ÖVP), ab 14. Juli 2008                     | Terezija Stoisits (Die Grünen)                                                        |
| 2013–2019        | Günther Kräuter (SPÖ)          | Peter Fichtenbauer (FPÖ)                                    |                                                                                       |
| 2019–2025        | Bernhard Achitz (SPÖ)          | Werner Amon (ÖVP), bis Juli 2022 Gaby Schwarz, ab Juli 2022 | Walter Rosenkranz (FPÖ), bis 23. Oktober 2024 Elisabeth Schwetz, ab 20. November 2024 |
| 2025–2031        | Bernhard Achitz (SPÖ)          | Gaby Schwarz (ÖVP)                                          | Christoph Luisser (FPÖ)                                                               |

## Landesvolksanwälte
Die meisten Bundesländer haben die Volksanwaltschaft in ihren Landesverfassungen beauftragt, auch ihre Landesverwaltung zu prüfen, nur Tirol und Vorarlberg haben für diese Aufgaben einen eigenen Landesvolksanwalt.
Landesvolksanwälte sind derzeit:
- in Tirol: Maria Luise Berger, seit April 2016. Davor: Josef Hauser, ab 2004.[24]
- in Vorarlberg: Klaus Feurstein, seit 2021

Im Wiener Pflegebereich nahm der von der ehemaligen Stadträtin Elisabeth Pittermann eingesetzte Pflegeombudsmann Werner Vogt von 2003 bis 2008 ähnliche Aufgaben wahr.